# Zadran
Zadran (persiska: زدران), eller Wuza Zadran (pashto: وزي ځدراڼ), är ett distrikt i Afghanistan. Det ligger i provinsen Paktia, i den östra delen av landet, 130 kilometer söder om huvudstaden Kabul.
Distriktet beräknades år 2022 ha cirka 28 000 invånare.